# Großer Preis von Frankreich 2001
Der Große Preis von Frankreich 2001 (offiziell LXXXVII Mobil 1 Grand Prix de France) fand am 1. Juli auf dem Circuit de Nevers Magny-Cours in Magny-Cours statt und war das zehnte Rennen der Formel-1-Weltmeisterschaft 2001.

## Berichte

### Hintergrund
Nach dem Großen Preis von Europa führte Michael Schumacher in der Fahrerwertung mit 24 Punkten vor David Coulthard und mit 42 Punkten vor Rubens Barrichello. In der Konstrukteurswertung führteFerrari mit 41 Punkten vor McLaren-Mercedes und mit 57 Punkten vor Williams-BMW.
Mit Michael Schumacher (viermal), Heinz-Harald Frentzen und Coulthard (jeweils einmal) traten drei ehemalige Sieger zu diesem Grand Prix an.

### Training

#### Freitagstraining
Im ersten freien Training fuhr Coulthard die schnellste Zeit vor Eddie Irvine und Jacques Villeneuve.

#### Samstagstraining
Das zweite Freie Training entschied Michael Schumacher für sich. Zweitschnellster war Ralf Schumacher vor Coulthard.

### Qualifying
Beim Qualifying fuhr Ralf Schumacher die schnellste Zeit und sicherte sich dadurch die erste Pole-Position seiner Karriere. Michael Schumacher fuhr lediglich eine hundertstel Sekunde langsamer und startete von Position zwei. Die drittschnellste Zeit fuhr McLaren-Pilot Coulthard.

### Warm Up
Die schnellste Zeit im Warm Up fuhr Mika Häkkinen. Ihm folgten die Ferrari-Piloten Michael Schumacher und Barrichello.

### Rennen
Beim Vorstart in die Einführungsrunde blieb Häkkinen stehen – der Motor seines McLaren-Mercedes war ausgegangen. Häkkinens Mechanikern gelang es nicht, das Auto wieder zu starten, sodass er samt Auto in die Boxengasse geschoben wurde. Da auch dort die Mechaniker den McLaren nicht wieder zum Laufen bringen konnten, konnte Häkkinen nicht am Rennen teilnehmen.
Während der Einführungsrunde wurde Pedro de la Rosa plötzlich langsam. Sein Jaguar hatte Probleme mit dem Vortrieb. Es gelang ihm jedoch, dem Feld langsam zu folgen und in die Box zu fahren, wo man das Problem behob. de la Rosa nahm das Rennen mit großem Rückstand wieder auf.
Als das Rennen freigegeben wurde, startete Ralf Schumacher gut. Michael Schumacher dahinter hatte zunächst Probleme, Coulthard hinter sich zu halten. Juan Pablo Montoya gelang es in der ersten Kurve, Jarno Trulli zu überholen; er war somit Vierter. Auch Barrichello machte Positionen gut – nach den ersten zwei Kurven hatte er bereits Frentzen und Trulli überholt.
Nach der ersten Runde führte Ralf vor Michael Schumacher, Coulthard, Montoya, Barrichello und Trulli.
In den folgenden Runden fuhren die Piloten an der Spitze des Feldes ähnliche Rundenzeiten, sodass kein Fahrer einen Überholversuch starten konnte.
In Runde sechs wurde der BAR-Honda von Villeneuve langsam und rollte aus. Irvine fuhr indes schneller als sein Vordermann Olivier Panis. Während Irvine in den langsameren Kurven einen Vorteil hatte, war Panis auf den Geraden schneller, sodass ein Vorbeikommen am Ende der langen Geraden für Irvine ausgeschlossen war. In Runde 21 setzte er daher in der letzten Kurve zum Überholen an und ging an Panis vorbei. In der Zwischenzeit war Enrique Bernoldi mit einem Motorschaden ausgerollt und beendete sein Rennen.
Ab Runde 19 fuhr Ralf Schumacher bessere Rundenzeiten als sein Bruder hinter ihm und hatte sich einen kleinen Vorsprung herausgefahren. Auch die Überrundungen klappten bei Ralf besser. In Runde 24 kam er dann zum ersten Boxenstopp herein. Michael Schumacher blieb derweil zwei Runden länger draußen. Dessen Boxenstopp verlief jedoch schneller als der von Ralf, sodass Michael trotz des zuvor von Ralf herausgefahrenen Vorsprungs vor seinem Bruder wieder auf der Strecke herauskam.
Eine Runde später machte auch Coulthard seinen Boxenstopp und kam hinter Ralf Schumacher heraus. Er erhielt jedoch kurz darauf eine Stop-and-Go-Strafe für zu schnelles Fahren in der Boxengasse. Diese Strafe saß Coulthard am Ende der 32. Runde ab. Währenddessen fuhr Michael Schumacher deutlich schnellere Zeiten als Ralf Schumacher.
Montoya war bis Runde 30 der einzige der Fahrer an der Spritze des Feldes, der noch nicht beim Boxenstopp war. Seine Rundenzeiten hatten bereits nachgelassen und er verlor viel Zeit. Nach seinem Boxenstopp kam er als Fünfter hinter Barrichello wieder auf die Strecke zurück. Michael Schumacher hatte indes seinen Vorsprung auf Ralf deutlich ausbauen können.
Ralf Schumacher hatte zu diesem Zeitpunkt des Rennens Probleme mit seinen Reifen, sodass Barrichello ab Runde 35 großen Druck ausübte. Da er jedoch nicht an ihm vorbeikam und Montoya hinter ihm deutlich Zeit aufholte, entschloss man sich bei Ferrari, auf eine Drei-Stopp-Strategie zu wechseln und einen kurzen Boxenstopp zu machen.
Wenige Runden später hatte Montoya auf Ralf aufgeschlossen. Um einem Überholmanöver aus dem Weg zu gehen, wurde Ralf Schumachers zweiter Boxenstopp vom Team vorgezogen.
Nachdem auch Michael Schumacher ein paar Runden später seinen zweiten Boxenstopp absolviert hatte, führte Montoya kurzzeitig. Nach dessen Boxenstopp fiel er jedoch wieder hinter Ralf zurück.
20 Runden vor Schluss wurde Montoya plötzlich langsam und stellte seinen Boliden mit einem Motorschaden ab. Barrichello machte wenig später seinen dritten und letzten Boxenstopp und kam auf Position drei, knapp vor Coulthard, wieder auf die Strecke zurück. Coulthard blieb bis zum Ende des Rennens dicht hinter Barrichello. Michael Schumacher gewann schließlich seinen 50. Grand Prix vor seinem Bruder Ralf Schumacher und Barrichello. Die restlichen Punkte gingen an Coulthard, Trulli und Heidfeld.
In der Fahrerwertung konnte Michael Schumacher seinen Vorsprung auf Coulthard und Barrichello weiter ausbauen. In der Konstrukteurswertung blieben die ersten drei Positionen unverändert.

## Meldeliste
| Team                        | Nr. | Fahrer                | Chassis        | Motor                 | Reifen |
| --------------------------- | --- | --------------------- | -------------- | --------------------- | ------ |
| Scuderia Ferrari Marlboro   | 01  | Michael Schumacher    | Ferrari F2001  | Ferrari 3.0 V10       | B      |
| Scuderia Ferrari Marlboro   | 02  | Rubens Barrichello    | Ferrari F2001  | Ferrari 3.0 V10       | B      |
| West McLaren Mercedes       | 03  | Mika Häkkinen         | McLaren MP4-16 | Mercedes-Benz 3.0 V10 | B      |
| West McLaren Mercedes       | 04  | David Coulthard       | McLaren MP4-16 | Mercedes-Benz 3.0 V10 | B      |
| BMW WilliamsF1 Team         | 05  | Ralf Schumacher       | Williams FW23  | BMW 3.0 V10           | M      |
| BMW WilliamsF1 Team         | 06  | Juan Pablo Montoya    | Williams FW23  | BMW 3.0 V10           | M      |
| Mild Seven Benetton Renault | 07  | Giancarlo Fisichella  | Benetton B201  | Renault 3.0 V10       | M      |
| Mild Seven Benetton Renault | 08  | Jenson Button         | Benetton B201  | Renault 3.0 V10       | M      |
| Lucky Strike BAR Honda      | 09  | Olivier Panis         | BAR 003        | Honda 3.0 V10         | B      |
| Lucky Strike BAR Honda      | 10  | Jacques Villeneuve    | BAR 003        | Honda 3.0 V10         | B      |
| B&H Jordan Honda            | 11  | Heinz-Harald Frentzen | Jordan EJ11    | Honda 3.0 V10         | B      |
| B&H Jordan Honda            | 12  | Jarno Trulli          | Jordan EJ11    | Honda 3.0 V10         | B      |
| Orange Arrows Asiatech      | 14  | Jos Verstappen        | Arrows A22     | Asiatech 3.0 V10      | B      |
| Orange Arrows Asiatech      | 15  | Enrique Bernoldi      | Arrows A22     | Asiatech 3.0 V10      | B      |
| Red Bull Sauber Petronas    | 16  | Nick Heidfeld         | Sauber C20     | Petronas 3.0 V10      | B      |
| Red Bull Sauber Petronas    | 17  | Kimi Räikkönen        | Sauber C20     | Petronas 3.0 V10      | B      |
| Jaguar Racing               | 18  | Eddie Irvine          | Jaguar R2      | Ford Cosworth 3.0 V10 | M      |
| Jaguar Racing               | 19  | Pedro de la Rosa      | Jaguar R2      | Ford Cosworth 3.0 V10 | M      |
| European Minardi F1         | 20  | Tarso Marques         | Minardi PS01   | European 3.0 V10      | M      |
| European Minardi F1         | 21  | Fernando Alonso       | Minardi PS01   | European 3.0 V10      | M      |
| Prost Acer                  | 22  | Jean Alesi            | Prost AP04     | Acer 3.0 V10          | M      |
| Prost Acer                  | 23  | Luciano Burti         | Prost AP04     | Acer 3.0 V10          | M      |

## Klassifikationen

### Qualifying
| Pos.                                                                   | Fahrer                | Konstrukteur     | Zeit     | Start |
| ---------------------------------------------------------------------- | --------------------- | ---------------- | -------- | ----- |
| 01                                                                     | Ralf Schumacher       | Williams-BMW     | 1:12,989 | 01    |
| 02                                                                     | Michael Schumacher    | Ferrari          | 1:12,999 | 02    |
| 03                                                                     | David Coulthard       | McLaren-Mercedes | 1:13,186 | 03    |
| 04                                                                     | Mika Häkkinen         | McLaren-Mercedes | 1:13,268 | 04    |
| 05                                                                     | Jarno Trulli          | Jordan-Honda     | 1:13,310 | 05    |
| 06                                                                     | Juan Pablo Montoya    | Williams-BMW     | 1:13,625 | 06    |
| 07                                                                     | Heinz-Harald Frentzen | Jordan-Honda     | 1:13,815 | 07    |
| 08                                                                     | Rubens Barrichello    | Ferrari          | 1:13,867 | 08    |
| 09                                                                     | Nick Heidfeld         | Sauber-Petronas  | 1:14,095 | 09    |
| 10                                                                     | Jacques Villeneuve    | BAR-Honda        | 1:14,096 | 10    |
| 11                                                                     | Olivier Panis         | BAR-Honda        | 1:14,181 | 11    |
| 12                                                                     | Eddie Irvine          | Jaguar-Cosworth  | 1:14,441 | 12    |
| 13                                                                     | Kimi Räikkönen        | Sauber-Petronas  | 1:14,536 | 13    |
| 14                                                                     | Pedro de la Rosa      | Jaguar-Cosworth  | 1:15,020 | 14    |
| 15                                                                     | Luciano Burti         | Prost-Acer       | 1:15,072 | 15    |
| 16                                                                     | Giancarlo Fisichella  | Benetton-Renault | 1:15,220 | 16    |
| 17                                                                     | Jenson Button         | Benetton-Renault | 1:15,420 | 17    |
| 18                                                                     | Jos Verstappen        | Arrows-Asiatech  | 1:15,707 | 18    |
| 19                                                                     | Jean Alesi            | Prost-Acer       | 1:15,774 | 19    |
| 20                                                                     | Enrique Bernoldi      | Arrows-Asiatech  | 1:15,828 | 20    |
| 21                                                                     | Fernando Alonso       | Minardi-European | 1:16,039 | 21    |
| 22                                                                     | Tarso Marques         | Minardi-European | 1:16,500 | 22    |
| 107-Prozent-Zeit: 1:18,099 min (bezogen auf Bestzeit von 1:12,989 min) |                       |                  |          |       |

### Rennen
| Pos. | Fahrer                | Konstrukteur     | Runden | Stopps | Zeit        | Start | Schnellste Runde |
| ---- | --------------------- | ---------------- | ------ | ------ | ----------- | ----- | ---------------- |
| 01   | Michael Schumacher    | Ferrari          | 72     | 2      | 1:33:35,636 | 02    | 1:16,286 (27.)   |
| 02   | Ralf Schumacher       | Williams-BMW     | 72     | 2      | + 10,399    | 01    | 1:16,585 (18.)   |
| 03   | Rubens Barrichello    | Ferrari          | 72     | 3      | + 16,381    | 08    | 1:16,181 (23.)   |
| 04   | David Coulthard       | McLaren-Mercedes | 72     | 3      | + 17,106    | 03    | 1:16,088 (53.)   |
| 05   | Jarno Trulli          | Jordan-Honda     | 72     | 2      | + 1:08,285  | 05    | 1:17,369 (29.)   |
| 06   | Nick Heidfeld         | Sauber-Petronas  | 71     | 2      | + 1 Runde   | 09    | 1:17,538 (23.)   |
| 07   | Kimi Räikkönen        | Sauber-Petronas  | 71     | 2      | + 1 Runde   | 13    | 1:17,311 (08.)   |
| 08   | Heinz-Harald Frentzen | Jordan-Honda     | 71     | 2      | + 1 Runde   | 07    | 1:17,540 (20.)   |
| 09   | Olivier Panis         | BAR-Honda        | 71     | 2      | + 1 Runde   | 11    | 1:18,250 (68.)   |
| 10   | Luciano Burti         | Prost-Acer       | 71     | 2      | + 1 Runde   | 15    | 1:18,253 (50.)   |
| 11   | Giancarlo Fisichella  | Benetton-Renault | 71     | 2      | + 1 Runde   | 16    | 1:17,968 (26.)   |
| 12   | Jean Alesi            | Prost-Acer       | 70     | 2      | + 2 Runden  | 19    | 1:18,817 (14.)   |
| 13   | Jos Verstappen        | Arrows-Asiatech  | 70     | 2      | + 2 Runden  | 18    | 1:18,662 (47.)   |
| 14   | Pedro de la Rosa      | Jaguar-Cosworth  | 70     | 2      | + 2 Runden  | 14    | 1:17,508 (67.)   |
| 15   | Tarso Marques         | Minardi-European | 69     | 2      | + 3 Runden  | 22    | 1:19,608 (54.)   |
| 16   | Jenson Button         | Benetton-Renault | 68     | 2      | DNF         | 17    | 1:18,359 (25.)   |
| 17   | Fernando Alonso       | Minardi-European | 65     | 1      | DNF         | 21    | 1:19,199 (62.)   |
| –    | Eddie Irvine          | Jaguar-Cosworth  | 54     | 2      | DNF         | 12    | 1:17,304 (23.)   |
| –    | Juan Pablo Montoya    | Williams-BMW     | 52     | 2      | DNF         | 06    | 1:16,355 (34.)   |
| –    | Enrique Bernoldi      | Arrows-Asiatech  | 17     | 0      | DNF         | 20    | 1:19,181 (13.)   |
| –    | Jacques Villeneuve    | BAR-Honda        | 5      | 0      | DNF         | 10    | 1:18,181 (04.)   |
| DNS  | Mika Häkkinen         | McLaren-Mercedes | –      | –      | –           | 04    | –                |

Anmerkungen
1. ↑  Häkkinen blieb beim Vorstart stehen und konnte nicht am Rennen teilnehmen.

## WM-Stände nach dem Rennen
Die ersten sechs des Rennens bekamen 10, 6, 4, 3, 2 bzw. 1 Punkt(e).

### Fahrerwertung
| Pos. | Fahrer                | Konstrukteur     | Punkte |
| ---- | --------------------- | ---------------- | ------ |
| 01   | Michael Schumacher    | Ferrari          | 78     |
| 02   | David Coulthard       | McLaren-Mercedes | 47     |
| 03   | Ralf Schumacher       | Williams-BMW     | 31     |
| 04   | Rubens Barrichello    | Ferrari          | 30     |
| 05   | Juan Pablo Montoya    | Williams-BMW     | 12     |
| 06   | Nick Heidfeld         | Sauber-Petronas  | 9      |
| 07   | Mika Häkkinen         | McLaren-Mercedes | 9      |
| 08   | Jarno Trulli          | Jordan-Honda     | 9      |
| 09   | Jacques Villeneuve    | BAR-Honda        | 7      |
| 10   | Kimi Räikkönen        | Sauber-Petronas  | 7      |
| 11   | Heinz-Harald Frentzen | Jordan-Honda     | 6      |
| 12   | Olivier Panis         | BAR-Honda        | 5      |

| Pos. | Fahrer               | Konstrukteur               | Punkte |
| ---- | -------------------- | -------------------------- | ------ |
| 13   | Eddie Irvine         | Jaguar-Cosworth            | 4      |
| 14   | Jean Alesi           | Prost-Acer                 | 3      |
| 15   | Jos Verstappen       | Arrows-Asiatech            | 1      |
| 16   | Pedro de la Rosa     | Jaguar-Cosworth            | 1      |
| 17   | Giancarlo Fisichella | Benetton-Renault           | 1      |
| 18   | Jenson Button        | Benetton-Renault           | 0      |
| 19   | Ricardo Zonta        | Jordan-Honda               | 0      |
| 20   | Luciano Burti        | Jaguar-Cosworth/Prost-Acer | 0      |
| 21   | Tarso Marques        | Minardi-European           | 0      |
| 22   | Enrique Bernoldi     | Arrows-Asiatech            | 0      |
| 23   | Fernando Alonso      | Minardi-European           | 0      |
| 24   | Gastón Mazzacane     | Prost-Acer                 | 0      |

### Konstrukteurswertung
| Pos. | Konstrukteur     | Punkte |
| ---- | ---------------- | ------ |
| 01   | Ferrari          | 108    |
| 02   | McLaren-Mercedes | 56     |
| 03   | Williams-BMW     | 43     |
| 04   | Sauber-Petronas  | 16     |
| 05   | Jordan-Honda     | 15     |
| 06   | BAR-Honda        | 12     |

| Pos. | Konstrukteur     | Punkte |
| ---- | ---------------- | ------ |
| 07   | Jaguar-Cosworth  | 5      |
| 08   | Prost-Acer       | 3      |
| 09   | Arrows-Asiatech  | 1      |
| 10   | Benetton-Renault | 1      |
| 11   | Minardi-European | 0      |